# خارپشت‌ماهی خال‌مخالی
خارپشت‌ماهی خال‌مخالی (نام علمی: Diodon hystrix) نام یک گونه از تیره خارپشت‌ماهیان است.